# Ivica Vrdoljak
Ivica Vrdoljak (Novi Sad, 19 september 1983) is een Kroatisch voormalig profvoetballer die als centrale verdediger of centrale middenvelder speelde.
Vrdoljak begon bij NK Zagreb en werd tweemaal verhuurd aan clubs uit lagere competities. Van 2007 tot 2010 speelde hij voor GNK Dinamo Zagreb waarmee hij in 2008, 2009 en 2010 de Prva HNL won en in 2008 en 2009 ook de Kroatische voetbalbeker. Hij werd in 2010 aangetrokken door Legia Warschau waarmee hij de Ekstraklasa in 2013 en 2014 won alsmede de Puchar Polski in 2011, 2012 en 2013. Vrdoljak kwam ook uit voor het Kroatisch voetbalelftal onder 21.

## Erelijst
NK Zagreb
- 1. Hrvatska Nogometna Liga

2007/2008, 2008/2009, 2009/2010
- Kroatische voetbalbeker

2008, 2009
 Legia Warschau
- Ekstraklasa

2012/13, 2013/14
- Puchar Polski

2010/11, 2011/12, 2012/13, 2014/15